# Tipula (Eumicrotipula) virgulata
Tipula (Eumicrotipula) virgulata is een tweevleugelige uit de familie langpootmuggen (Tipulidae). De soort komt voor in het Neotropisch gebied.